# Gemma Arro Ribot
Gemma Arro Ribot (Puigcerdà, Baixa Cerdanya, 28 d'agost de 1980) és una corredora de curses de muntanya i esquiadora catalana.
Competint com a membre del Club Excursionista Cerdanya (GREC), l'any 2003 participà per primera vegada en la Cronoescalada del Pas de la Casa. Durant la seva trajectòria esportiva ha estat una esportista polivalent en diferents disciplines de muntanya, però ha destacat especialment en competicions d'esquí de muntanya. Per altra banda, els anys 2006 i 2008 fou cinquena en el Campionat del Món i l'any 2010 quarta. L'any 2009 va classificar-se en quart lloc en el Campionat d'Europa de Relleus, i el 2010 també va classificar-se en quart lloc al Campionat del Món de curses per equips. L'any 2010 fou considerada pel Consell Superior d'Esports com a esportista d'alt nivell i alt rendiment.
L'any 2012 va quedar segona en el Campionat europeu d'esquí de muntanya, relleus, juntament amb Marta Riba Carlos i Mireia Miró i Varela